# جواو مينديز (لاعب كرة قدم)
جواو مينديز هو لاعب كرة قدم برتغالي، ولد في 21 أكتوبر 1994 في ماتوسينهوس في البرتغال. لعب مع نادي تونديلا.

## وصلات خارجية
- جواو مينديز على موقع الاتحاد الأوربي (الإنجليزية)
- جواو مينديز على موقع قاعدة بيانات كرة القدم.إي يو (الإنجليزية)
- جواو مينديز على موقع Soccerway.com (الإنجليزية)